# Karol Przywara
Karol Przywara (ur. 25 marca 1987 we Wrocławiu) – polski specjalista do spraw stosunków międzynarodowych i samorządowiec, od 2021 Pełnomocnik Prezydenta Wrocławia ds. Współpracy z Zagranicą.

## Życiorys

### Życie prywatne
Urodził się 25 marca 1987 we Wrocławiu. Absolwent kierunków Stosunki Międzynarodowe i Dyplomacja Europejska na Uniwersytecie Wrocławskim.  Ukończył studia MBA in Community Management na Uniwersytecie Ekonomicznym w Krakowie.

### Działalność zawodowa
Pracował  w Urzędzie Marszałkowskim Województwa Dolnośląskiego na stanowisku Dyrektora Wydziału Współpracy z Zagranicą. Od 25 października 2019 pełnił funkcję Wiceprzewodniczącego Zgromadzenia Ogólnego EUWT Novum. Zajmuje stanowisko Prezesa Zarządu Fundacji Kaukaskiej. Od czerwca 2023 pełni funkcję wiceprezesa Portu Lotniczego Wrocław. 

### Działalność polityczna
Był Pełnomocnikiem Marszałka ds. współpracy ze środowiskami akademickimi i młodzieżowymi,  Przewodniczącym Samorządu Studentów Uniwersytetu Wrocławskiego oraz Skarbnikiem Platformy Obywatelskiej we Wrocławiu. W 2018 jako kandydat Komitetu Wyborczego Bezpartyjny Wrocław ubiegał się o stanowisko radnego. Zdobył 1536 głosów, jednak komitet nie uzyskał mandatu.
28 maja 2021 r. wszedł w skład zarządu stowarzyszenia Ruch Samorządowy Tak Dla Polski - Dolny Śląsk. Pełni obowiązki Skarbnika Zarządu stowarzyszenia Dolny Śląsk – Wspólna Sprawa. W wyborach parlamentarnych 2023 wystartował w wyborach do Sejmu z list Koalicji Obywatelskiej z okręgu 3, Wrocław.

## Odznaczenia i wyróżnienia
W 2018 roku otrzymał tytuł Honorowego Obywatela Miasta Batumi.